# Бердик, Сиерра
Кэссиди Сиерра Бердик (англ. Cassidie Cierra Burdick; род. 30 сентября 1993, Шарлотт, Северная Каролина, США) — американская профессиональная баскетболистка, выступает в женской национальной баскетбольной ассоциации за команду «Сиэтл Шторм». Была выбрана на драфте ВНБА 2015 года во втором раунде под 14-м номером командой «Лос-Анджелес Спаркс». Играет на позиции лёгкого форварда. Кроме того выступает в чемпионате Франции за клуб «Лион АСВЕЛ Баскет».

## Ранние годы
Сиерра родилась 30 сентября 1993 года в городе Шарлотт (штат Северная Каролина) в семье Деррика Херда и Лизы Бердик, у неё есть младшие брат, Си Джей, и две сестры-близняшки, Эмма и Джиллиан, а училась в соседнем городе Маттьюз в средней школе имени Дэвида У. Батлера, в которой выступала за местную баскетбольную команду.